# Velp (Fluss)
Die Velp ist ein Fluss in Belgien und Nebenarm der Demer. 

Sie entspringt in Opvelp (Teilgemeinde von Bierbeek) und mündet in Zelk (Teilgemeinde von Halen) in die Demer. Der Name stammt vermutlich vom Germanischen falwa (fahl) und apa (Wasser) und bedeutet so viel wie „fahles, gelbliches Wasser“. 
In frühen Quellen tauchen auch die Namensformen felepa (741), Velpe (920) und Velpa (1284) auf.